# Aeródromo de Huamuxtitlán
El Aeródromo de Huamuxtitlán o Aeródromo de Santa Cruz (Código DGAC: SHX) es un pequeño aeropuerto público ubicado en el poblado de Santa Cruz, unos 4 km al suroeste de Huamuxtitlán en  Guerrero, México. Fue inaugurado el 16 de marzo de 2001 por el entonces gobernador de Guerrero René Juárez Cisneros. Cuenta con una pista de aterrizaje asfaltada de 1,400 metros de largo y 30 metros de ancho, una plataforma de aviación de 40m x 60m con dos helipuertos circulares de 18m de diámetro. Su frecuencia de comunicación es 122.5 mHz.

## Historia
En los años 40, Servicios Aéreos Panini operaba ya la ruta México-Huamuxtitlán-Tlapa-Ometepec-Cuajinicuilapa-San Marcos-Chilpancingo-México, permitiendo una gran comunicación entre la región de la montaña y el centro de Guerrero. Posteriormente, Juan Martínez junto con el gobierno de Guerrero fundan en Chilpancingo la primera empresa aérea estatal legalmente constituida y concesionada, con servicios regulares, horarios y tarifas autorizados, transportando correo aéreo y exprés, estableciendo varias rutas, con centro en Chilpancingo, hacia Tlapa, Huamuxtitlán, Ayutla, San Luis Acatlán, Ometepec, Ciudad Altamirano, Zirándaro y Zihuatanejo.
En los años 50 se establece Aerovías del Sur, cubriendo la ruta Chilpancingo-Tlapa-Huamuxtitlán-Olinalá-Alcozauca–Tlalixtaquilla–Malinaltepec–Puebla.